# Győrújfalu
Győrújfalu è un comune di 1 211 abitanti situato nella contea di Győr-Moson-Sopron, nell'Ungheria nordoccidentale.